# Liste von Sakralbauten in Memmingen
Die Liste von Sakralbauten in Memmingen bietet eine Übersicht über die Kirchen und sonstigen Sakralbauten in Memmingen.

## Evangelische Kirchen

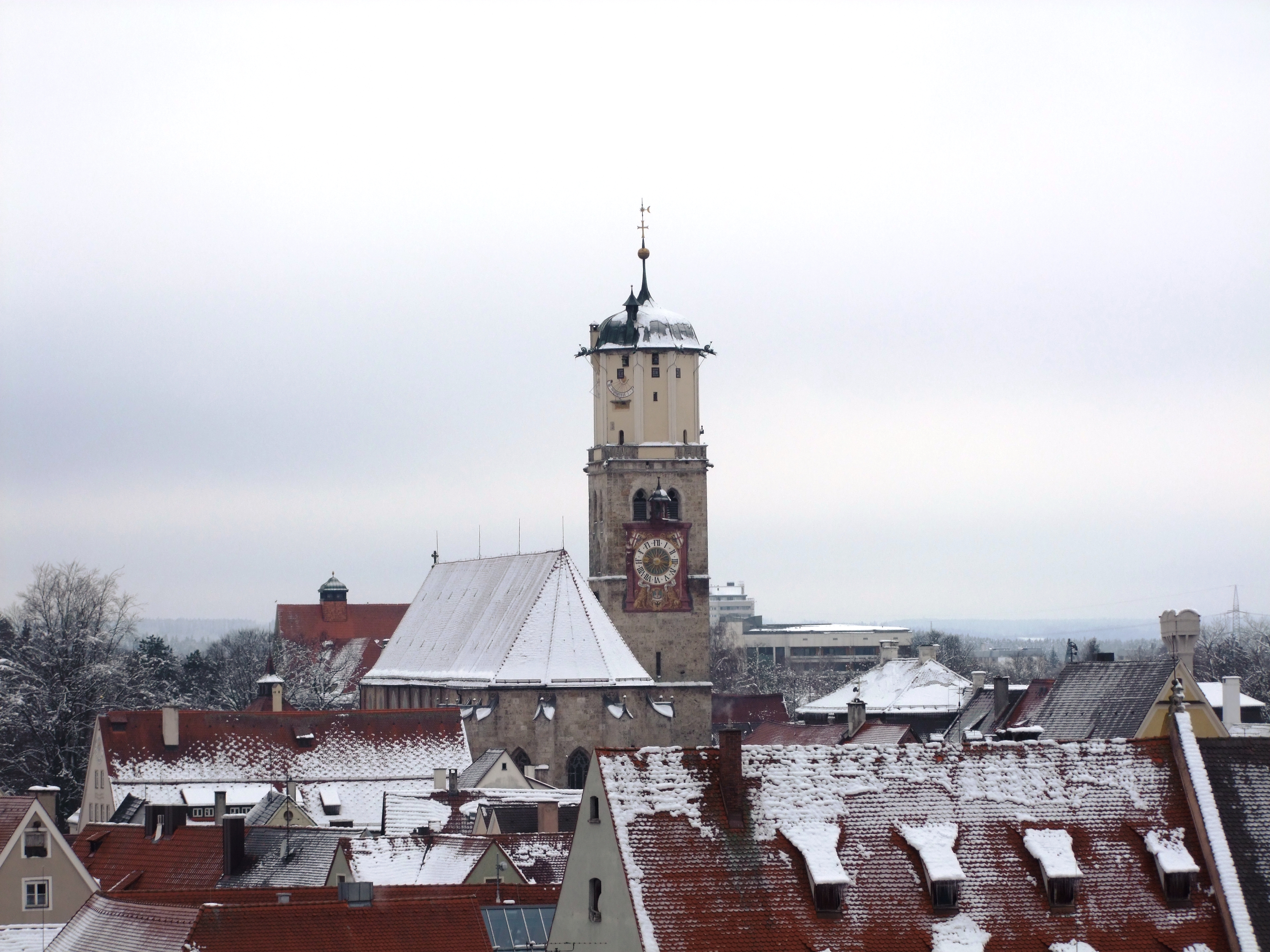
Die Hauptkirche des lutherisch-evangelischen Dekanats Memmingen, die St. Martinskirche

- St. Martin ist die größte Kirche und zugleich Hauptkirche des Evangelisch-Lutherischen Dekanats Memmingen. Sie ist eine der ältesten Kirchen in Oberschwaben. Die von den Bürgern finanzierte Basilika war nach ihrer Vollendung die größte gotische Stadtkirche zwischen Bodensee und Lech und die zweitgrößte Ziegelbasilika in Schwaben nach St. Ulrich und Afra in Augsburg.
- Die Kinderlehrkirche ist die ehemalige Klosterkirche des Antoniterklosters. Heute wird sie von der Kirchengemeinde St. Martin benutzt.
- Unser Frauen ist die zweitgrößte evangelische Kirche im Memminger Stadtgebiet. Sie ist vor allem für ihre spätgotischen Malereien bekannt.
- Die Christuskirche steht im Osten der Stadt und ist ein moderner Kirchenbau.
- Die Versöhnungskirche steht im Westen der Stadt und ist ebenfalls ein moderner Kirchenbau.
- St. Martin im Stadtteil Steinheim ist eine für Oberschwaben untypische barocke Saalkirche im Markgrafenstil.
- Die Dreieinigkeitskirche steht im Stadtteil Buxach. Sie hat einen barocken, vermutlich von Dominikus Zimmermann gestalteten Chor.
- St. Agatha steht im Stadtteil Dickenreishausen.
- St. Stephan steht im Stadtteil Volkratshofen und ist eine Simultankirche.
- Die Amendinger St.-Martins-Gemeinde benutzt für ihre Gottesdienste das Amendinger Schlössle.

## Römisch-katholische Kirchen

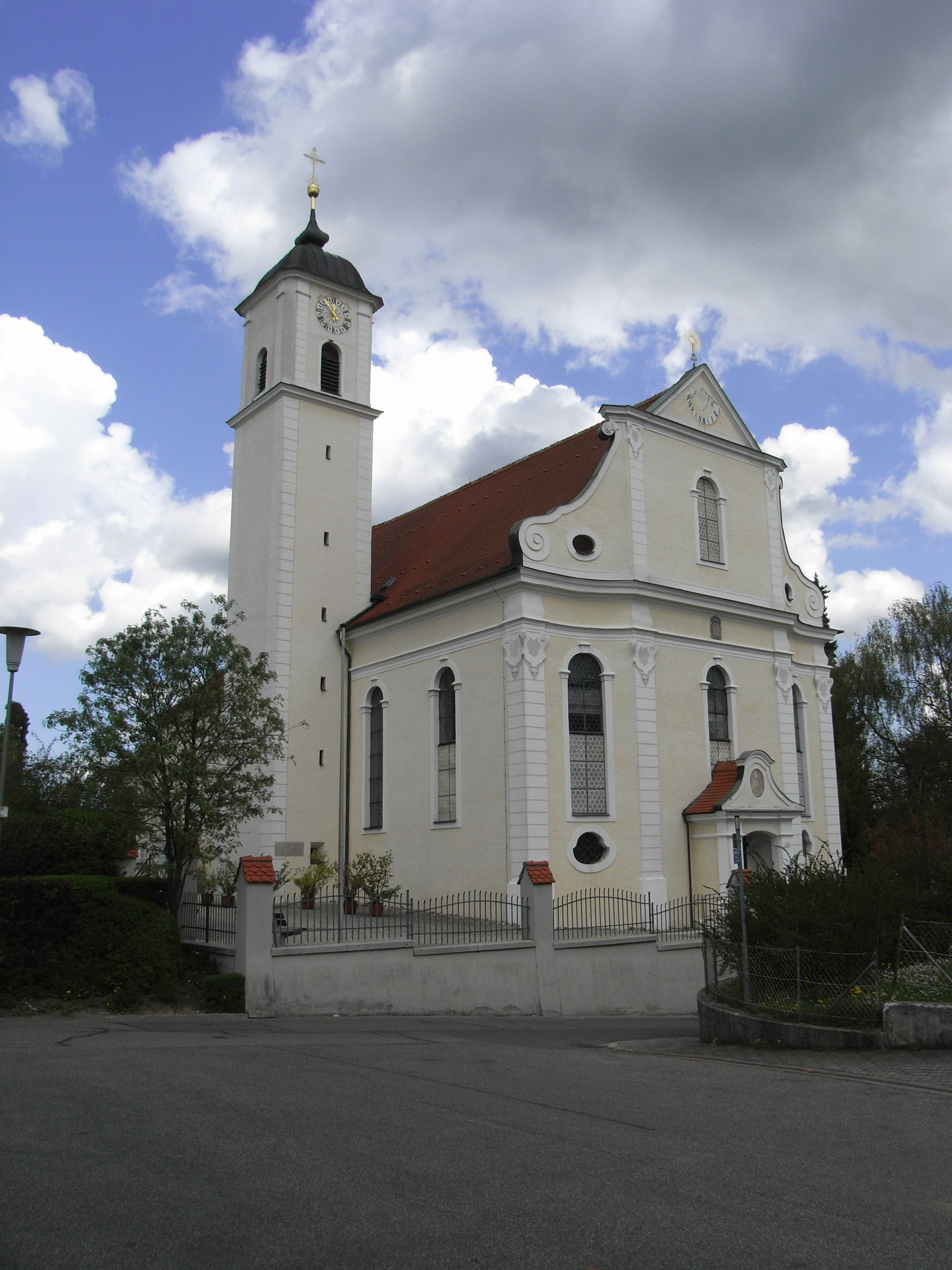
Die römisch-katholische Pfarrkirche in Amendingen

- St. Josef ist die größte Kirche und Hauptkirche des römisch-katholischen Dekanats Memmingen. Sie ist ein moderner Bau aus Beton und Ziegel und ist der größte Kirchenbau zwischen dem Ersten und dem Zweiten Weltkrieg in Deutschland.
- St. Johann Baptist war früher Klosterkirche des Augustinerklosters. Sie wurde in den 1970er Jahren nach massiven Schäden durch den unter ihr fließenden Stadtbach modern umgestaltet.
- Mariä Himmelfahrt ist mit ihrem hohen Turm ein Wahrzeichen im Osten der Stadt. Sie ist ein moderner Kirchenbau aus Beton mit gotischen Elementen.
- Christi Auferstehung steht im Westen der Stadt und ist ein moderner Kirchenbau.
- St. Ulrich ist das Wahrzeichen des Stadtteiles Amendingen. Der barocke Kirchenbau gehört zur schwäbischen Barockstraße und war Prestigebau des Klosters Buxheim.
- St. Stephan steht im Stadtteil Volkratshofen und ist eine Simultankirche.
- In Ferthofen steht ebenfalls die im 19. Jahrhundert erbaute St.-Antonius-Kirche.

## Sonstige christliche Kirchen

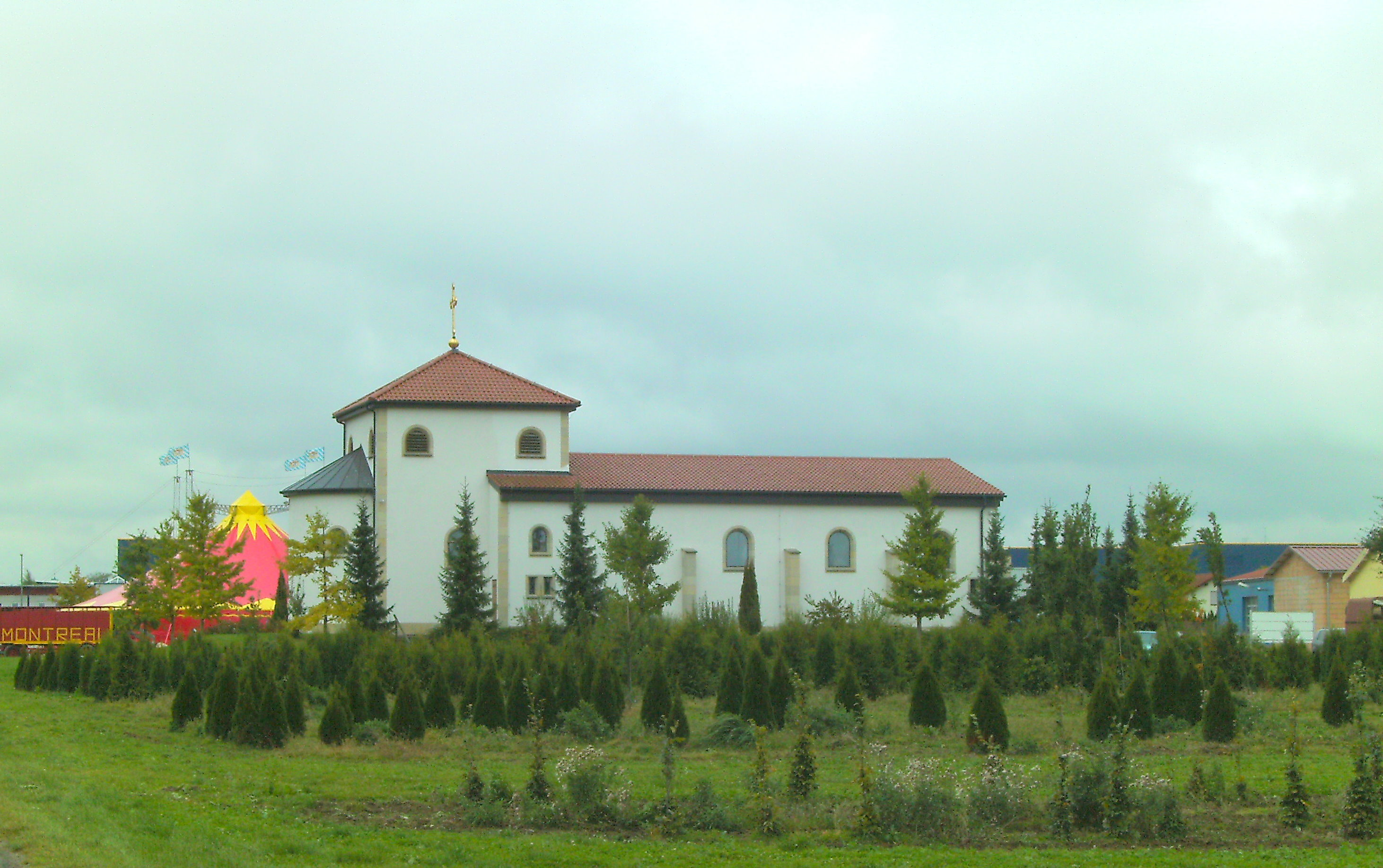
Piusbruderschaftskirche St. Josef

- Die Friedenskirche Memmingen befindet sich am Hühnerberg. Das Gebäude wurde von der damaligen Apostolischen Kirche – Urchristliche Gemeinde errichtet und 1990 eingeweiht. 1997 erfolgte die Vereinigung dieser Gemeinde mit der örtlichen Baptistengemeinde. Die Friedenskirche Babenhausen ist aus der Gemeinde entstanden und ist weiterhin eine Schwestergemeinde der Friedenskirche Memmingen. Einem überörtlichen Zusammenschluss gehört die Gemeinde nicht an.
- Der Königreichssaal der Zeugen Jehovas befindet sich im Memminger Osten in der Nähe des Waldfriedhofs.
- Die Priesterbruderschaft St. Pius X hat ihre Kirche St. Joseph im Gewerbegebiet Nord auf Amendinger Flur. Ihr Inneres ist im barocken Stil gestaltet.
- Die Kirche der Selbständigen Evangelisch-Lutherischen Kirche, die Matthäuskirche, befindet sich am Rande der südlichen Altstadt gegenüber der Polizei.
- Die Neuapostolische Kirche hat ihr Kirchengebäude in der Zeppelinstraße am Rande der nördlichen Altstadt.
- Die Syrisch-Orthodoxe Kirche von Antiochien hat ihre Gebetsräume in einem Haus in der Fuggergasse.
- Im Klinikum Memmingen befindet sich ebenfalls eine kleine Kapelle, die von der evangelischen und der katholischen Kirche sowie der Ökumenischen Klinikseelsorge benutzt wird.

## Kapellen ohne regelmäßigen Gottesdienst
- Die Ottilienkapelle und die Wieskapelle stehen am Ortsrand von Amendingen.
- Eine Kapelle steht an der Buxheimer Straße.

## Synagoge
Die Memminger Synagoge wurde während der Novemberpogrome 1938 zerstört und nicht wieder aufgebaut. Lange Zeit stand dort ein Verwaltungsgebäude der LEW.

## Moschee
Die Fatih-Moschee der Türkisch-Islamischen Union Memmingen e. V. befindet sich in einem ehemaligen Telekomgebäude in der Schlachthofstraße.

## Ehemalige Kirchengebäude

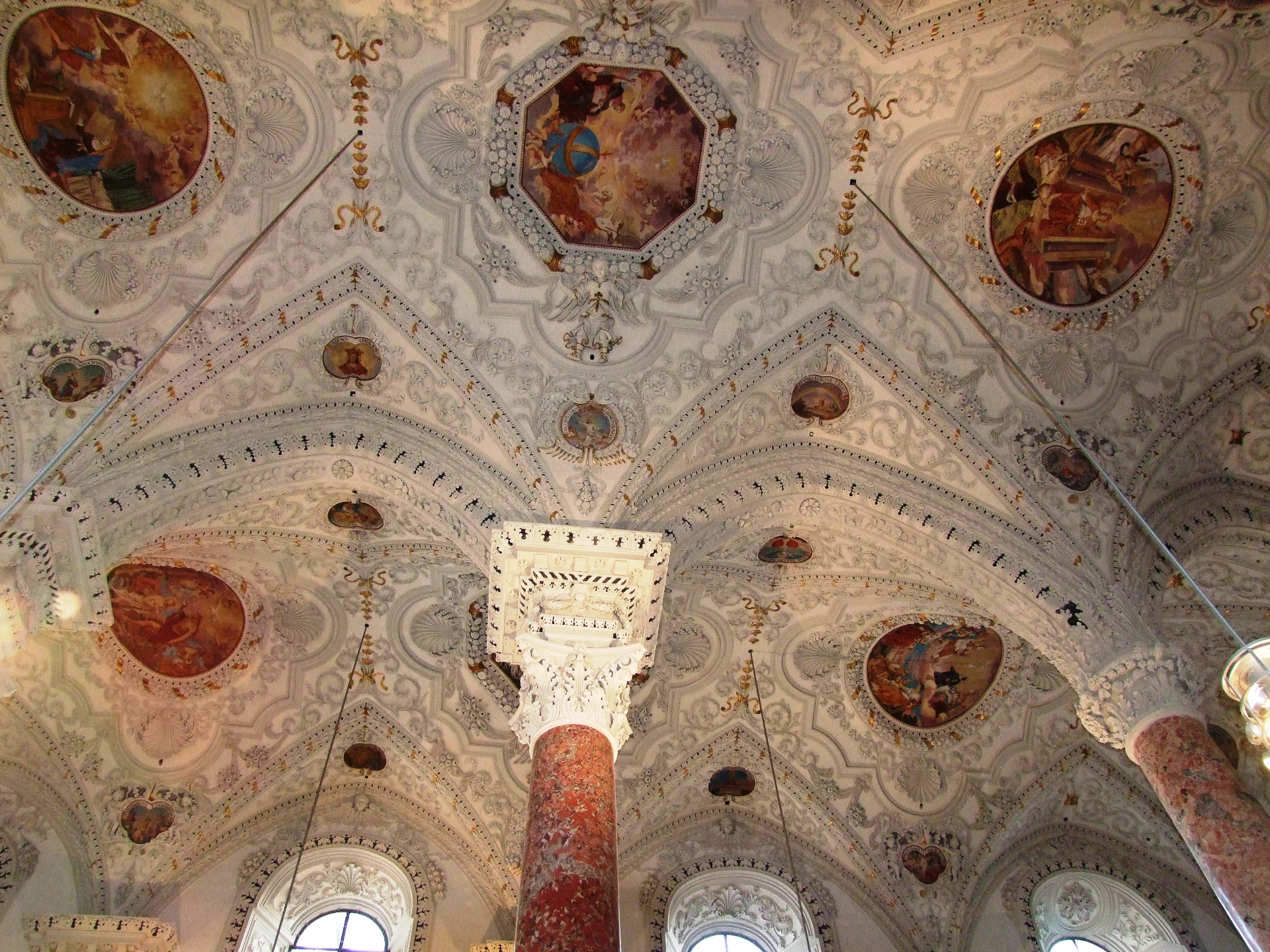
Die Decke der ehemaligen Kirche des Kreuzherrenklosters, St. Peter und Paul

Die Klosterkirche St. Peter und Paul des Kreuzherrenklosters wird heute für kulturelle Veranstaltungen genutzt und zählt durch ihre barocke Ausstattung als einer der Höhepunkte der Oberschwäbischen Barockstraße.

## Zerstörte Kirchengebäude
Die ehemaligen Klosterkirchen des Schottenklosters und des Elsbethenklosters wurden zerstört oder abgebrochen.